# لارس ایکبوری
لارس ایکبوری (سوئدی: Lars Ekborg؛ ‏ ۶ ژوئن ۱۹۲۶ – ۷ اکتبر ۱۹۶۹) یک هنرپیشه اهل سوئد بود.
از فیلم‌هایی که وی در آن نقش داشته است، می‌توان به تابستان با مونیکا و چهره اشاره کرد.